# Zabkattus
Zabkattus là một chi nhện trong họ Salticidae.